# Штрасслер, Роберт
Роберт (Боб) Б. Штрасслер (Robert (Bob) B. Strassler; род. 1937) — американский предприниматель и знаток древнегреческой культуры.
Президент Riverside Capital Management Corporation. Инициатор издания серии «Landmark Ancient Histories» — преимущественно новых переводов на английский язык классиков древнегреческой историографии и с обширными комментариями.
Член Американского философского общества (2012). Отмечен Outreach Prize от Society for Classical Studies (2014).
Также председатель Aston Magna Foundation for Music and the Humanities. 
Изучал историю в Гарварде (выпускник 1959 года), затем окончил там же бизнес-школу (МБА, 1961). После чего возглавил семейный бизнес по производству оборудования для бурения нефтяных скважин, сделал успешную карьеру в сфере нефтепромыслового оборудования; после перешел в инвестиционную сферу. С 1976 года аффилиат Бард-колледжа, чьей почётной докторской степени удостоится в 1996 году, читал там историю древней Греции.
Публиковался в Journal of Hellenic Studies.
Живёт в Бруклине.

## Редактор
- The Landmark Thucydides: A Comprehensive Guide to the Peloponnesian War, 1996
- The Landmark Herodotus: The Histories, 2007, translated by Andrea L. Purvis
- The Landmark Xenophon’s Hellenika, 2009, translated by John Marincola
- The Landmark Arrian: The Campaigns of Alexander, 2010, edited by James Romm, translated by Pamela Mensch
- The Landmark Polybius: The Federation and Conquest of the Greek States, 2012